# 빌 바이제
빌 바이제(Bill Byrge, 1932년 7월 16일~2025년 1월 9일)는 미국의 배우, 영화 배우, 희극 배우, 텔레비전 배우, 스탠드업 코미디언이다.

## 영화
- 어니스트 6 - 학교 가다(1994년)
- 어니스트 4 - 유령 퇴치 작전(1991년) - 바비 툴립 역
- 어니스트 3 - 감옥에 가다(1990년)
- 어니스트 2 - 크리스마스 구출 작전(1988년)
- 어니스트 박사되다(1986년)